# Sojoez T-6
Sojoez T-6 (ook: 13292) was een Russische bemande ruimtevlucht uit 1982. Deze vloog naar het enige maanden daarvoor gelanceerde ruimtestation Saljoet 7. Met deze tiende Interkosmosvlucht nam het tweede deel van dat programma een aanvang. Voor het eerst maakte een West-Europese kosmonaut een ruimtevlucht.

## Interkosmos
Het Interkosmosprogramma hield in, dat bevriende naties een eigen kosmonaut een ruimtevlucht lieten maken. Deze vluchten duurden ongeveer een week. Onder Russische leiding vloog de buitenlandse gast naar een ruimtestation, waar hij enige dagen verbleef. Tijdens het eerste deel van dit programma kwamen communistische staten aan bod. Naast diverse Warschaupact-landen (Tsjecho-Slowakije, Polen, de DDR, Bulgarije, Hongarije en Roemenië) maakten tevens Vietnam, Cuba en Mongolië hun opwachting. Voor deze vlucht kozen de Russen een Fransman: Frankrijk leverde een deel van het boordinstrumentarium voor Saljoet 7.

## Bemanning
De driekoppige bemanning bestond uit gezagvoerder Vladimir Dzjanibekov, boordwerktuigkundige Aleksandr Ivantsjenkov en de Franse onderzoeker Jean-Loup Chrétien. De Fransman onderging zijn ruimtedoop; voor Ivantsjenkov betekende het zijn tweede reis. Commandant Dzjanibekov maakte zijn derde vlucht. Sojoez T-6 had een gewicht van 6850 kg.

## Vluchtverloop

### Lancering en koppeling
Sojoez T-6 werd gelanceerd op 24 juni 1982 met een Sojoez draagraket vanaf Tjoeratam te Bajkonoer. De capsule kwam in een baan met een apogeum van 277 km, een perigeum van 248 km en een omlooptijd van 89,6 minuten. De inclinatie bedroeg 51,6° bij een excentriciteit van 0,00218. Een dag later voerde het drietal een geslaagde koppeling uit en meerde hun vaartuig aan bij het achterste koppelingsluik. Dit ging niet zonder slag of stoot. Een storing in het automatische koppelingssysteem dwong de bemanning tot een handmatige koppeling. Ze werden verwelkomd door stationscommandant Anatoli Berezovoj en zijn collega Valentin Lebedev, die sinds 14 mei in Saljoet 7 verbleven. Chrétien merkte op dat het station op hem geen overweldigende indruk maakte. Naar zijn mening oogde het interieur eenvoudig maar betrouwbaar.

### Wetenschappelijke experimenten
De bemanning voerde een aantal gezamenlijk ontworpen experimenten uit, waaronder een Franse echografieproef van het hart en vaatstelsel. Afgenomen monsters van de Fransman leverden na onderzoek op Aarde een opmerkelijk feit op. De aanwezige micro-organismen vertoonden een hogere weerstand tegen antibiotica na blootstelling aan microzwaartekracht. Vooral bij Escherichia coli bleek de gestegen weerstand opmerkelijk, bij Staphylococcus aureus was dit veel minder het geval. Onderzoek naar in de ruimte gecultiveerde cellen zonder antibiotica, die zich na berging onder normale cultuur-omstandigheden ontwikkelden, vertoonden geen veranderingen in hun gevoeligheid voor antibiotica of biochemische eigenschappen. Daaruit concludeerden onderzoekers dat de verhoogde weerstand tijdelijk was en schreven dit toe aan de aanpassing aan gewichtloosheid. Ulrastructureel onderzoek wees op een toename van zich delende cellen in bacterieculturen die men in gewichtloosheid kweekte. Bij Staphylococcus aureus nam men een duidelijke toename in dikte van de celwand waar bij monsters, gekweekt in gewichtloze toestand.
Chrétien fungeerde als vuilnisman; hij mocht het afval buitenzetten. Dit geschiedde door de wekelijkse afvalzak uit te sluizen via de kleine (speciaal hiervoor aanwezige) luchtsluis.

## Terugkeer
Dzjanibekov, Ivantsjenkov en Chrétien namen afscheid op 2 juli en vlogen terug met hun eigen capsule. Het drietal maakte een behouden landing en kwam neer op 65 km ten noordoosten van Arkalyk. Hun vlucht nam 7 dagen, 21 uur en 50 minuten in beslag en de kosmonauten trokken 125 baantjes rond de Aarde. Ivantsjenkov had hiermee zijn laatste vlucht gemaakt, zijn beide kameraden vlogen nog meerdere missies.
1 ·
2 ·
3 ·
4 ·
5 ·
6 ·
7 ·
8 ·
9 ·
10 ·
11 ·
12 ·
13 ·
14 ·
15 ·
16 ·
17 ·
18A ·
18 ·
19 ·
20 ·
21 ·
22 ·
23 ·
24 ·
25 ·
26 ·
27 ·
28 ·
29 ·
30 ·
31 ·
32 ·
33 ·
34 · 
35 ·
36 ·
37 ·
38 ·
39 ·
40

T-1 ·  
T-2 ·
T-3 ·
T-4 ·
T-5 · 
T-6 ·
T-7 · 
T-8 ·
T-9 · 
T-10-1 ·
T-10 · 
T-11 ·
T-12 · 
T-13 ·
T-14 · 
T-15